# Selección de baloncesto de las Islas Salomón
La selección de baloncesto de las Islas Salomón es el equipo formado por jugadores de nacionalidad salomonense que representa a la Federación de Baloncesto Aficionado de las Islas Salomón en las competiciones internacionales organizadas por la Federación Internacional de Baloncesto (FIBA) o el Comité Olímpico Internacional (COI): los Juegos Olímpicos, la Copa Mundial de Baloncesto y el Campeonato FIBA Oceanía.

## Historia
Fue creada en el año 1965 y hasta 1987 se afilió a FIBA Oceanía, con lo que solo estuvo participando en los Juegos del Pacífico sin mucho éxito.
Es una de las selecciones de baloncesto más débiles de Oceanía, a punto de que en su historial en los Juegos del Pacífico usualmente termina entre los últimos lugares.
Fue una de la selecciones que participó por primera vez en la Copa FIBA Melanesia, en la que terminó en último lugar entre 4 equipos.

## Historial

### Copa Mundial
Resultado General: No ocupa puesto
| Copa Mundial de Baloncesto |
| --- |
| - 1950: No calificó - 1954: No calificó - 1959: No calificó - 1963: No calificó - 1967: No calificó - 1970: No calificó - 1974: No calificó - 1978: No calificó - 1982: No calificó - 1986: No calificó - 1990: No calificó - 1994: No calificó - 1998: No calificó - 2002: No calificó - 2006: No calificó - 2010: No calificó - 2014: No calificó - 2019: No calificó - 2023: No calificó - 2027: TBD |

### Juegos Olímpicos
| Baloncesto en los Juegos Olímpicos |
| --- |
| - Berlín 1936: No calificó - Londres 1948: No calificó - Helsinki 1952: No calificó - Melbourne 1956: No calificó - Roma 1960: No calificó - Tokio 1964: No calificó - México 1968: No calificó - Múnich 1972: No calificó - Montreal 1976: No calificó - Moscú 1980: No calificó - Los Ángeles 1984: No calificó - Seúl 1988: No calificó - Barcelona 1992: No calificó - Atlanta 1996: No calificó - Sídney 2000: No calificó - Atenas 2004: No calificó - Pekín 2008: No calificó - Londres 2012: No calificó - Río 2016: No calificó - Tokio 2020: No calificó - París 2024: No calificó |